# Hirojuki Murakami
Hirojuki Murakami (村上 裕幸, * 24. ledna 1971 Tomakomai) je bývalý japonský hokejista, hrající na pozici středního útočníka. Absolvoval práva na Univerzitě Meidži, kde působil v univerzitním týmu, v sezóně 1993/94 byl hráčem Kladna a stal se prvním Japoncem v české nejvyšší soutěži. Odehrál 21 soutěžních zápasů, v nichž vstřelil jednu branku a na dvě nahrál, získal s kladenským týmem třetí místo v extralize. Po návratu do Japonska hrál za Furukawa Denko, v sezóně 1999/2000 nastupoval v české druhé nejvyšší soutěži za HC Junior Mělník, pak se objevil ve švédském Hudinge IK, americkém Macon Whoopee a japonském Sapporo Polaris. Za japonskou hokejovou reprezentaci hrál na Asijských zimních hrách 1999 a mistrovství světa v ledním hokeji 2001 (zúčastnil se také dvou juniorských světových šampionátů nižší divize).